# Ristella
Genre
Ristella est un genre de sauriens de la famille des Scincidae.

## Répartition
Les espèces de ce genre sont endémiques du Sud de l'Inde.

## Liste des espèces
Selon The Reptile Database (28 novembre 2012) :
- Ristella beddomii Boulenger, 1887
- Ristella guentheri Boulenger, 1887
- Ristella rurkii Gray, 1839
- Ristella travancorica (Beddome, 1870)

## Publication originale
- Gray, 1839 "1838" : Catalogue of the slender-tongued saurians, with descriptions of many new genera and species. Annals and Magazine of Natural History, sér. 1, vol. 2, p. 331-337 (texte intégral).